# Normandia híd
A Normandia híd (franciául: Pont de Normandie) egy franciaországi híd, amely a Szajna torkolatától nem messze az A29-es autópálya részeként köti össze Le Havre városát és kikötőjét az országos autópálya-hálózattal. A hidat a francia Michel Virlogeux hídmérnök tervezte, megnyitására 1995-ben került sor. Elkészültekor ez volt a világ legmagasabb és legnagyobb főnyílású ferdekábeles hídja.

## Története

### Tervezés
A Szajna alsó szakasza mentén Franciaország legforgalmasabb kikötői sorakoznak. A folyam tölcsértorkolatának északi partján fekszik Le Havre kikötője, amely számára a kiemelt fontosságú a szárazföld belsejével való jó minőségű összeköttetés. A Szajna alsó folyása azonban igen kedvezőtlen hely hidak számára. A folyam völgye aszimmetrikus, az egyik oldalon széles síkság, míg a másik parton meredek hegyoldal. A sűrű településhálózat és a Szajnán Rouenig feljáró nagy magasságú óceánjáró hajók is megnehezítik a hídépítők dolgát. Az 1950-es évekig a Szajna Rouen alatti szakaszán a kedvezőtlen adottságok miatt egyetlen híd sem épült. Az egyre növekvő forgalmú le havre-i kikötőből Párizs felé haladó teherautóknak egészen Rouenig kellett kerülniük, hogy a folyam déli partjára jussanak. Az 1955-ben megnyílt Tancarville híd és az 1977-ben átadott Brotonne híd nem csatlakozott közvetlenül az országos autópálya-hálózathoz, így nem voltak képesek hatékonyan elvezetni az egyre növekvő forgalmat. A francia kormányzat már az 1980-as években tervezni kezdte a Le Havre melletti átkelő megvalósítását.
A tervezésre Michel Virlogeux francia hídmérnököt kérték fel, akinek ez volt az első ilyen nagyszabású munkája. Virlogeux már a tervezés során jelentős nehézségekkel szembesült. A Szajna szélessége a kiszemelt helyszínen meghaladja az egy kilométert. A hídnak legalább 50 méter magasan kellett átívelnie a víz fölött, hogy a tengerjáró hajók továbbra is elérhessék a folyam felsőbb szakaszán fekvő roueni tengeri kikötőt. A nagy magassága ellenére a hídnak ellen kellett állnia az óceán felől érkező erős szeleknek. Virlogeux-t grandiózus tervei kidolgozásakor valószínűleg a nemzeti büszkeség is motiválta.

### Építése
Az építkezés 1988. március 22-én kezdődött. A Szajna északi partján egy ideiglenes hídszerkezetet építettek, hogy az alapozást végző nehéz gépek a helyszínre vonulhassanak. Hasonló problémákkal szembesültek a déli parton is, emiatt az építkezés már kezdetekor majdnem egyéves késedelmet szenvedett a tervekhez képest. Míg a déli pilon a part közelében áll, addig az északi pilont a folyam közepén kellett megépíteni. Mindkét pilon 56 darab, egyenként 50,5 méter mélyre nyúló cölöpre építették, amelyek egyenként 3000 tonna teher felvételére képesek. A pilonok fordított Y betűt formáznak, mindkettő 215 méter magas. Lábaik egymástól 30 méternyire érnek talajt. A földfelszín alatt a lábakat összekötötték, hogy eltávolodásukat megakadályozzák. A pilonok felső részét acélból készítették, amelyet később betonnal vontak be; építésük 1993 augusztusában ért véget. Ugyanekkor készültek el az autópályát a hídra felvezető feszített vasbeton rámpahidak is.
A pilonok tetejére 194 acélkábelt erősítettek, amelyek az útpályát tartják. A leghosszabb közülük 460 méter hosszú, a legrövidebb mindössze 97, beszerelésük 1992 januárjában kezdődött. A pilonok belseje üreges, hogy az útpályát tartó kábeleket szükség esetén ki tudják cseréléni. Az útpályát alkotó 32, belül üreges vasbetonelemet Párizs közelében gyártották, majd uszályokon szállították az építkezés helyszínére, ahol egy hídhoz rögzített daru emelte őket a szerkezetbe. A helyükre került 200 tonnás útpályaelemeket azonnal a pilonokhoz rögzítették. Az elemek szélessége 23,6 méter, ám magasságuk mindössze három méter.
Az építkezés közben a legnagyobb kihívások közé tartozott a szél elleni küzdelem. Minél jobban eltávolodott a pilonoktól a hídszerkezet, annál nagyobb veszélyként jelentkezett a híd kilengése, amelyet az Atlanti-óceán partjának gyakori szelei okozhattak. A kilengések ellen az épülő hídra 50 tonnás súlyokat helyeztek, amelyek megakadályozták a túl nagy kilengéseket. A Normandia híd már 1994-ben elkészült, de forgalomba helyezését többször is elhalasztották. Több alkalommal is meg kellett vizsgálni, hogy a szerkezet miképpen viselkedik erős szélben. A forgalom végül 1995. január 20-án vehette birtokba a Szajna fölötti útpályát. Az építkezés 300 millió eurót emésztett fel.

## A híd napjainkban
A híd ma a A29-es autópálya és az E44-es európai út része. A hídon a két-két forgalmi sáv mellett egy kerékpárút és egy gyalogosjárda is helyet kapott. Míg a motoros járművek az északi oldalon elhelyezkedő díjszedőhelyen hídvámot kötelesek leróni, addig a kerékpárosok és a gyalogosok ingyenesen kelhetnek át a Szajna fölött. 2007-ben 6,14 millió gépjármű haladt át rajta. Továbbra is veszélyt jelentenek az erős partvidéki szelek, ezért vihar idején nem kelhetnek át a hídon a teherautók. A híd pályaszerkezete 52 méter magasan helyezkedik el a folyó átlagos dagályszintje fölött, ez lehetővé teszi, hogy a nagyobb tengerjárók is áthaladhassanak alatta. Az építmény méreteit jól szemlélteti, hogy a pilonok távolsága a Föld görbülete miatt a tetejüknél 2 centiméterrel haladja meg a földfelszínen mérhető távolságukat.

### A híd egy autó vezetőüléséből

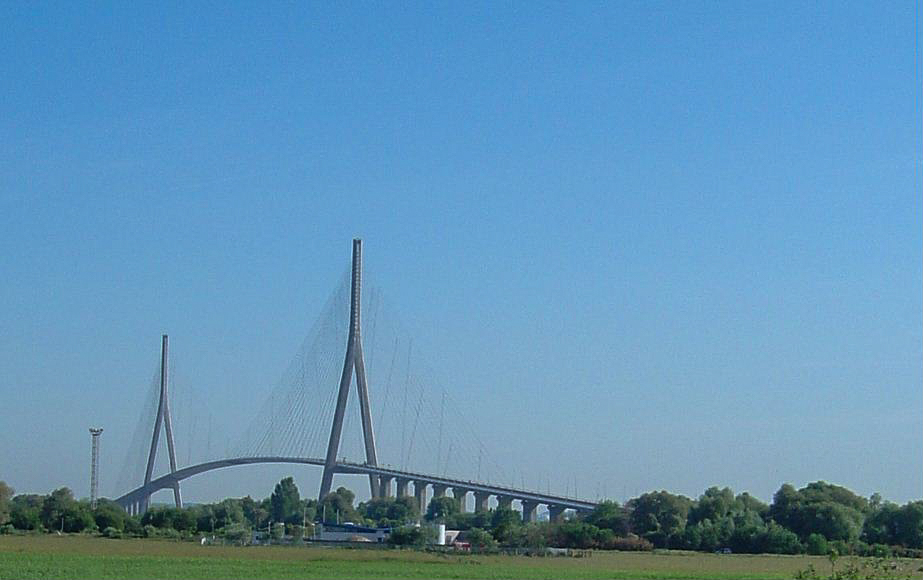
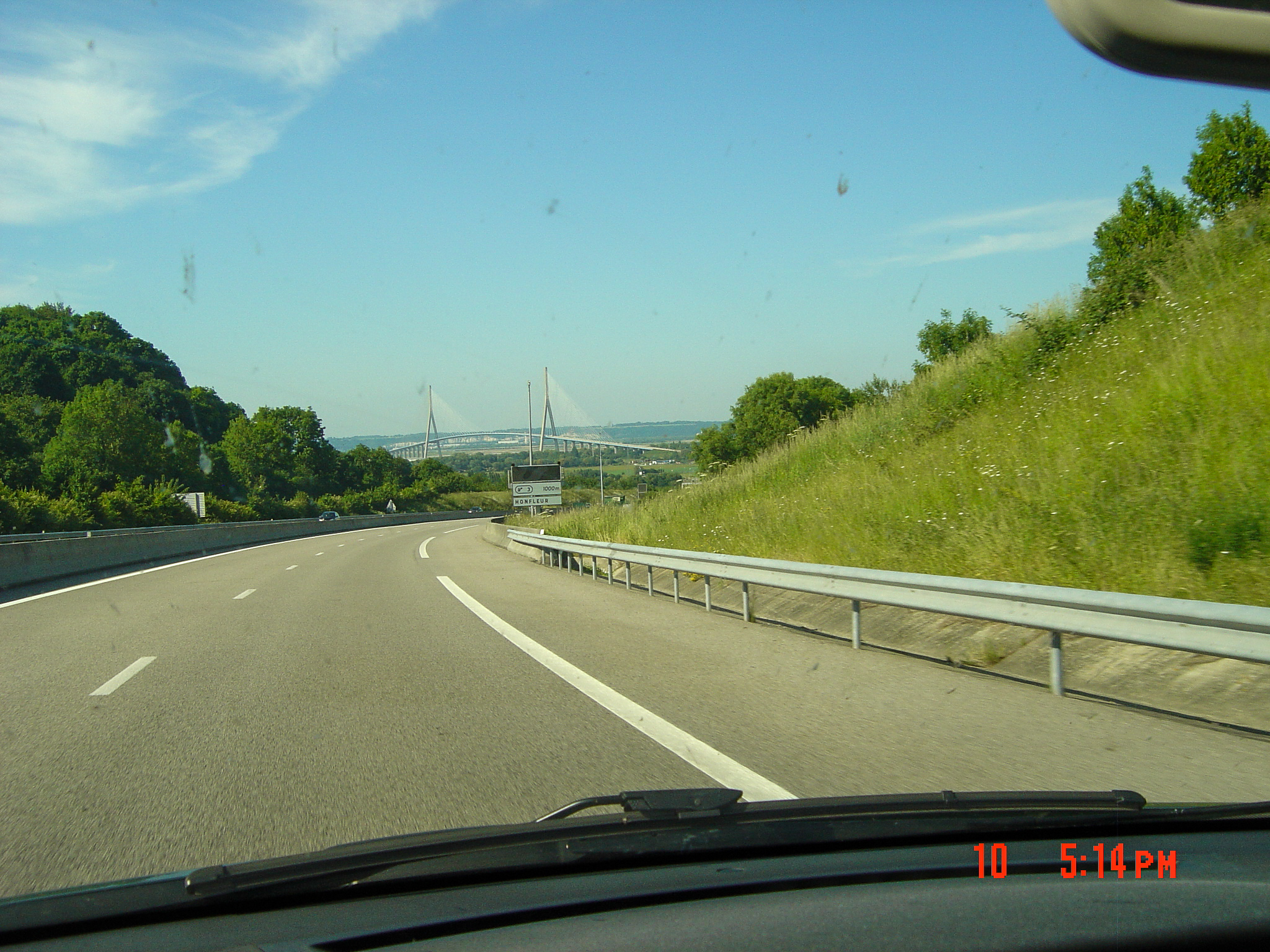
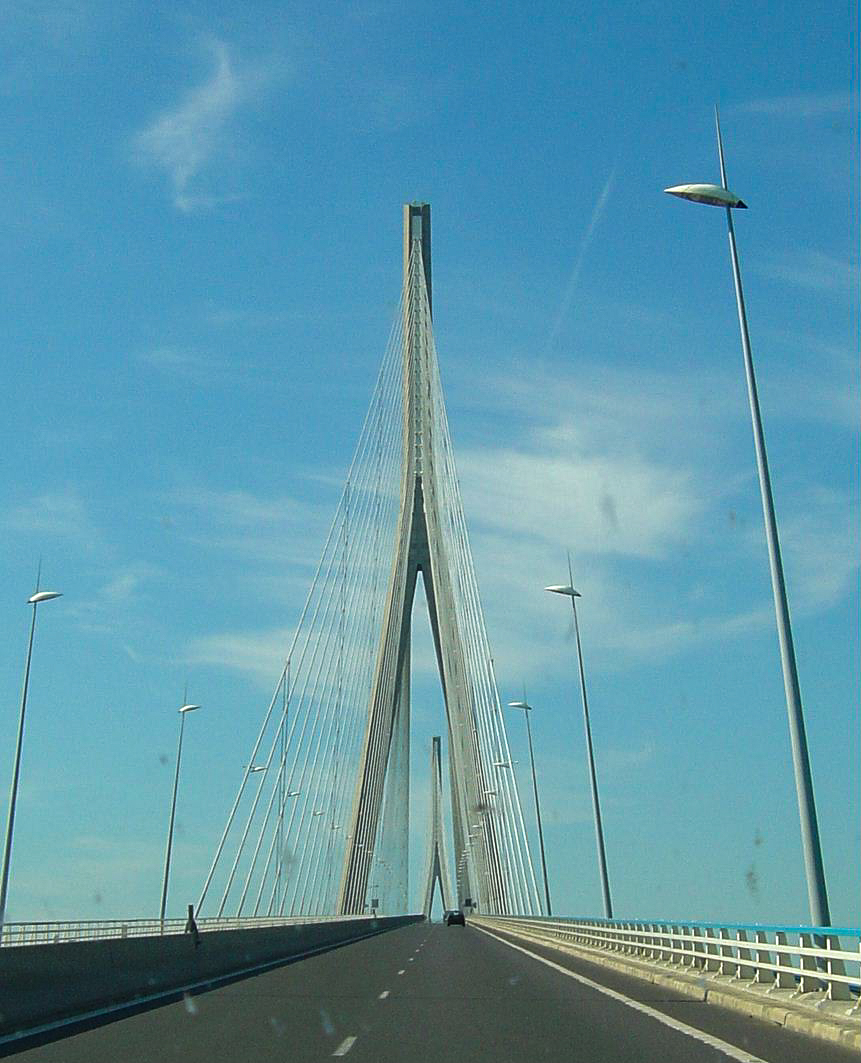
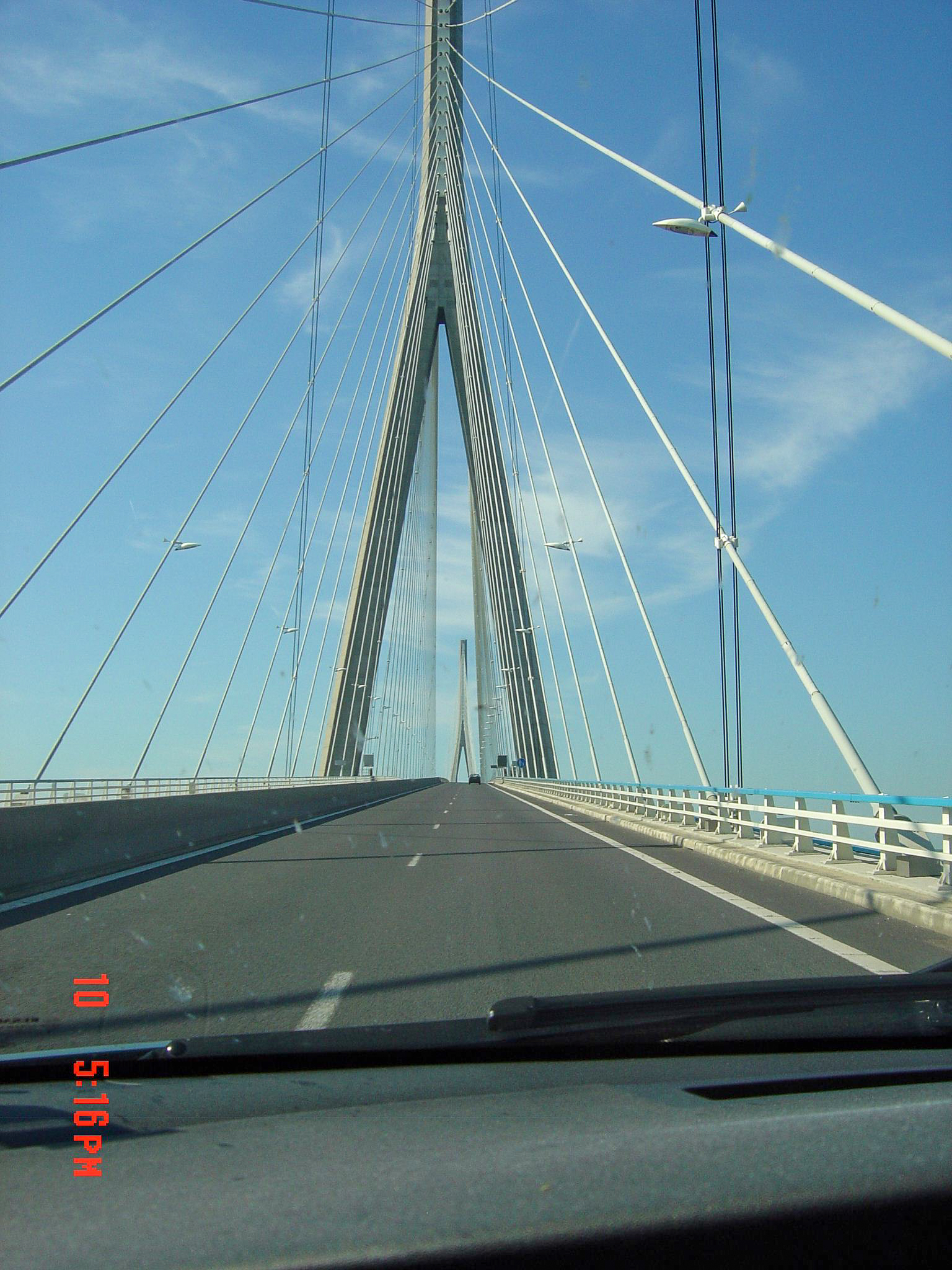